# 查理斯·祈理魁

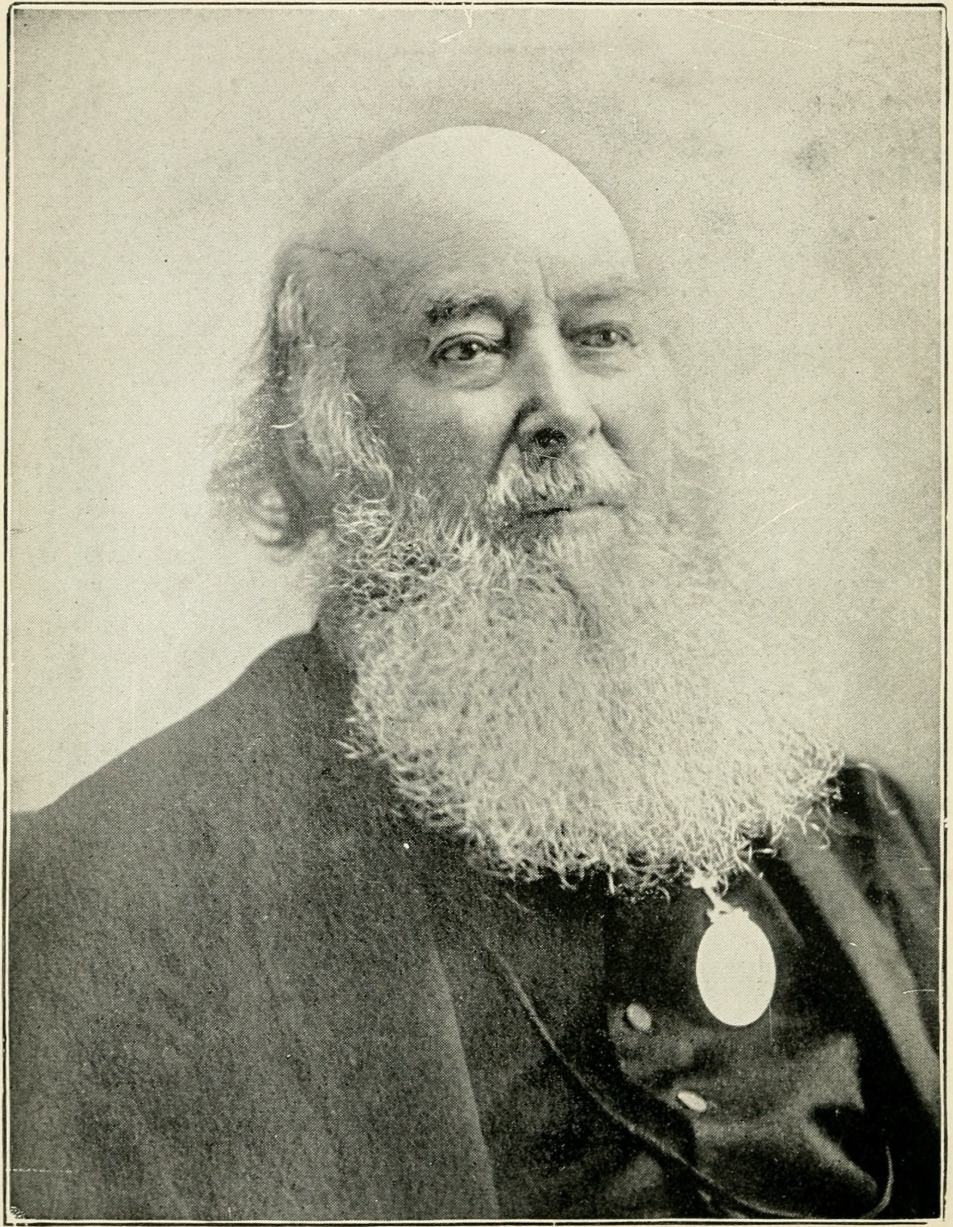
查理斯·帕須爾·祈理魁

查理斯·帕須爾·祈理魁（英語：Charles Paschal Chiniquy，1809年7月30日—1899年1月16日 ）為一前加拿大籍天主教神父，因經個人深入研究聖經後，發覺天主教會教義及行逕與聖經教訓不符，經多次與天主教會主教辯論，驚覺主教們僅能以「天主教傳統」為由擁護崇敬瑪利亞等不合聖經的行為，後與天主教會漸行漸遠，並有越來越多的原天主教徒支持他的看見，最後被天主教官方控告分裂教會而被趕出天主教。此後他成為一名基督新教的教會牧師。以抨擊天主教、傳揚以聖經-主的話為依歸而聞名。他最有名的言論是稱天主教修會耶穌會企畫了美國總統亞伯拉罕·林肯的謀殺案，以及天主教企圖奪取美國政權的陰謀論。但他在其自傳《祈理魁神父傳》（Fifty years in the Church of Rome）中所宣稱他與林肯的往來過程遭後世一部分歷史學者的批評，如約瑟·喬治二世博士。